# 캠퍼스 라디오

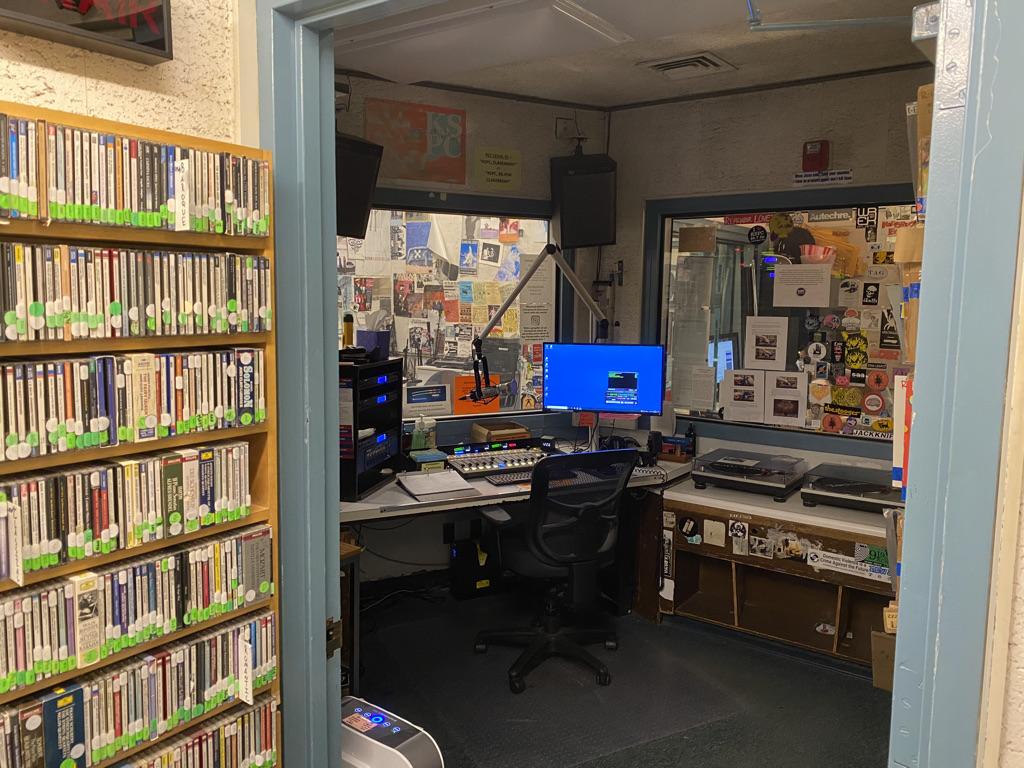
캘리포니아주 클레어몬트에 위치한 포모나 칼리지 라디오 KSPC의 부스

캠퍼스 라디오(Campus Radio)는 라디오 방송의 한 종류로 대학교나 교육기관 내에서 학생들이 운영한다. 칼리지 라디오(College radio), 유니버시티 라디오(University radio), 스튜던트 라디오(Student radio)라고도 한다. 대개 학생들이 프로그램을 만들거나 제작하며, 라디오 방송국이 있는 지역 사회의 라디오 프로그램에 기여를 하기도 한다. 캠퍼스 라디오는 전문 라디오 종사자를 양성하거나 교육적인 내용을 방송하기 위해 사용되기도 하지만, 단순히 상업 방송이나 정부 방송과는 다른 대안적인 라디오로서 존재하기도 한다.
캠퍼스 라디오 방송국은 일반적으로 국가 정부가 허락하고 규제하지만 국가마다 다른 특성을 지니고 있다. 하지만 나라나 지역에 상관없이 많은 캠퍼스 라디오 방송국들의 공통점은 상업적 히트곡으로 분류되지 않는 음악을 송출하려는 것이며, 심지어 일부 국가에서는 계약 사항으로 존재하기도 한다. 그렇기에 캠퍼스 라디오에서는 펑크 록, 뉴 웨이브, 얼터너티브 록, 인디 록, 힙합 등이 큰 인기를 끌기 전부터 송출해왔다. 특히 80년대 캠퍼스 라디오에서 송출한 얼터너티브 록을 캠퍼스 록이라고도 한다. 지역의 신인 음악가에게 방송 및 홍보를 위한 노출을 만들어주기도 한다.
많은 캠퍼스 라디오 방송국은 일반 음악뿐만 아니라 뉴스(대개 지역 소식), 스포츠(대개 학교의 스포츠), 대화 등 다양한 프로그램을 방송한다.

## 나라별 캠퍼스 라디오

### 영국
영국에서 캠퍼스 라디오는 보통 '스튜던트 라디오'(student radio)라고 불린다. 1960년 하트퍼드셔 대학교의 캠퍼스 라디오인 햇필드(현재는 크러시 라디오)가 영국의 첫 캠퍼스 라디오이지만, 햇필드는 해적방송이었다. 합법적인 첫 라디오는 1967년 요크 대학교의 라디오 헤슬링턴이며, 그 이후로 1968년 스완지 대학교의 액션 라디오, 1971년 에식스 대학교의 유니버시티 라디오 에식스, 1972년 스털링 대학교의 유니버시티 라디오 에어스리, 1973년 러프버러 대학교의 러프버러 캠퍼스 라디오로 이어졌다.

## 같이 보기
- 모던 록